# Tomáš Tomeček
Tomáš Tomeček, né le 26 juin 1970, est un pilote de rallyes tchèque, spécialiste de rallye-raid en camions.

## Palmarès

### Résultats au Rallye Dakar
| Année | Catégorie | Marque    | Poste                        | Position |
| ----- | --------- | --------- | ---------------------------- | -------- |
| 1995  | Camion    | Tatra 815 | Copilote de Karel Loprais    | 1er      |
| 1996  | Camion    | Tatra 815 | Copilote de Karel Loprais    | 2e       |
| 1999  | Camion    | Tatra     | Copilote de André de Azevedo | 3e       |
| 2000  | Camion    | Tatra     | Copilote de André de Azevedo | 4e       |
| 2001  | Camion    | Tatra     | Copilote de André de Azevedo | Abd.     |
| 2002  | Camion    | Tatra     | Copilote de André de Azevedo | 10e      |
| 2003  | Camion    | Tatra     | Copilote de André de Azevedo | 2e       |
| 2004  | Camion    | Tatra     | Copilote de André de Azevedo | 6e       |
| 2005  | Camion    | Tatra     | Pilote de Vojteck Moravek    | Abd.     |
| 2006  | Camion    | Tatra     | Pilote de Vojteck Moravek    | Abd.     |
| 2007  | Camion    | Tatra     | Pilote de Vojteck Moravek    | 11e      |
| 2009  | Camion    | Tatra     | Pilote de Vojteck Moravek    | Abd.     |
| 2010  | Camion    | Tatra     | Pilote de Vojteck Moravek    | Abd.     |
| 2021  | Camion    | Tatra     | Pilote de Philipp Rettig     | 16e      |
| 2022  | Camion    | Tatra     | Pilote de Leopold Padour     | 24e      |
| 2023  | Camion    | Tatra     | Pilote de Niccolo Funaioli   | 22e      |

### Résultats à l'Africa Eco Race
| Année | Catégorie | Marque | Poste                     | Position | Victoires d'étapes |
| ----- | --------- | ------ | ------------------------- | -------- | ------------------ |
| 2011  | Camion    | Tatra  | Pilote de Vojtěch Morávek | 1er      | 6                  |
| 2012  | Camion    | Tatra  | Pilote de Vojtěch Morávek | 1er      | 4                  |
| 2013  | Camion    | Tatra  | Pilote de Vojtěch Morávek | 2e       | -                  |
| 2014  | Camion    | Tatra  | Pilote de Vojtěch Morávek | 1er      | 6                  |
| 2015  | Camion    | Tatra  | Pilote de Vojtěch Morávek | 3e       | 2                  |
| 2016  | Camion    | Tatra  | Pilote de Vojtěch Morávek | 2e       | 2                  |
| 2017  | Camion    | Tatra  | Pilote de Vojtěch Morávek | 3e       | 1                  |
| 2018  | Camion    | Tatra  | Pilote de Vojtěch Morávek | 2e       | -                  |
| 2019  | Camion    | Tatra  | Pilote de Vojtěch Morávek | 5e       | 4                  |
| 2020  | Camion    | Tatra  | Pilote de Vojtěch Morávek | 5e       | -                  |
| 2022  | Camion    | Tatra  | pilote seul               | 1er      | 11                 |
| 2024  | Camion    | Tatra  | pilote seul               | 1er      | 6                  |